# Pouvoir neutre
Pouvoir neutre („neutrale Gewalt“) ist ein aus dem Französischen entlehnter staatstheoretischer Begriff.
Die Begriffsbildung geht auf Benjamin Constant zurück, der die Funktion als pouvoir neutre dem Monarchen zuordnete. Constant hatte die neutrale Gewalt ursprünglich als eigenständige Staatsgewalt neben Legislative, Exekutive und Judikative konzipiert.
In der Bundesrepublik Deutschland fungiert der Bundespräsident als pouvoir neutre: Seine Aufgaben sind beschränkt und umfassen vor allem repräsentative Tätigkeiten. Allerdings kennt das bundesdeutsche Staatsrecht gemäß Artikel 20 des Grundgesetzes nur die drei „klassischen“ Gewalten; der Bundespräsident ist hierbei weitgehend als Mitträger der Exekutivgewalt (Maunz–Dürig), neben dem Bundeskanzler eine der beiden Exekutivspitzen (unter praktischer Konkordanz gemäß Art. 58 und Art. 65 GG), funktional innerhalb der Gewaltenteilung der Exekutive zuzuordnen (Schmidt-Bleibtreu–Klein).
Bereits Carl Schmitt hatte Constants Lehre von der pouvoir neutre aufgegriffen und die Funktion dem Reichspräsidenten zugedacht, den er als „Hüter der Verfassung“ bezeichnete.
Mit den dichotomen Kategorien pouvoir constituant (,verfassunggebende Gewalt‘) und pouvoir constitué (,verfasste Gewalt‘), die ebenfalls aus der Zeit der Französischen Revolution stammen, steht pouvoir neutre nicht in einem direkten Zusammenhang.